# Principio de acción
En física, el principio de acción es una aserción sobre la naturaleza del movimiento o trayectoria de un objeto o más generalmente la evolución temporal de un sistema físico, sometido a acciones predeterminadas.
De acuerdo con este principio existe una función escalar definida por una integral invariante llamada integral de acción, tal que, sobre la "trayectoria" temporal del sistema, esta función toma valores extremos. Por ejemplo en mecánica clásica la trayectoria real que seguirá una partícula es precisamente aquella que rinde un valor estacionario de la acción. La acción es una magnitud física escalar, representable por un número, con dimensiones de energía · tiempo. El principio es una teoría simple, general, y de gran alcance para predecir el movimiento en todas las áreas de la física. Extensiones del principio de acción describen la mecánica relativista, la mecánica cuántica, el electromagnetismo.  
El principio también se llama principio de acción estacionaria y principio de menor acción o principio de mínima acción (aunque esta forma es menos general y de hecho para ciertos sistemas es incorrecto hablar de mínima acción). Restringido a la mecánica clásica el principio admite una formulación particular conocida como principio de Hamilton.

## Historia
El principio de menor acción primero fue formulado por Maupertuis en 1746 y después desarrollado (de 1748 en adelante) por los matemáticos Euler, Lagrange, y Hamilton. Maupertuis llegó a este principio por la sensación de que la misma perfección del universo exige cierta economía en la naturaleza y está opuesta a cualquier gasto innecesario de energía. Los movimientos naturales deben usar alguna cantidad al mínimo.  Era solamente necesario encontrar esa cantidad, y esto procedió a hacer.  Era el producto de la duración (tiempo) del movimiento dentro de un sistema por la "vis viva" (violencia o fuerza viva) o dos veces lo que ahora llamamos la energía cinética del sistema. Euler (en "Reflexions sur quelques lois générales de la nature.", 1748) adopta el principio de la menor acción, llamando a la cantidad "effort". Su expresión corresponde a lo que ahora llamaríamos energía potencial, de modo que su declaración de menor acción en estática es equivalente al principio de que un sistema de cuerpos en reposo adoptará una configuración que reduzca al mínimo su energía potencial total.

### Importancia en física moderna
El principio de acción surgió en el contexto de la mecánica clásica, como una generalización de las leyes de Newton. De hecho en sistemas inerciales el principio de mínima acción y las leyes de Newton son equivalentes. Sin embargo, la mayor facilidad para generalizar el principio de acción lo hace preferible en cierto tipo de aplicaciones complejas, lo cual hace que el principio ocupe un papel central en la física moderna. De hecho, este principio es una de las grandes generalizaciones en ciencia física. En particular, se lo aprecia completamente y se lo entiende mejor dentro de la mecánica cuántica o la teoría de campos. La formulación de Feynman de la mecánica cuántica se basa en un principio de acción estacionaria, usando integrales de trayectorias. Las ecuaciones de Maxwell puede ser derivadas como condiciones de una acción estacionaria.

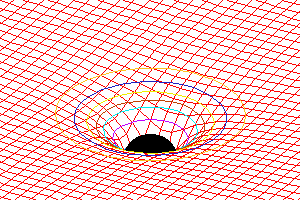
Esquema de la curvatura del espacio-tiempo alrededor de una fuente de fuerza de gravedad.

Muchos problemas en física se pueden representar y solucionar en la forma de un principio de acción, tal como encontrar la manera más rápida de descender a la playa para alcanzar a una persona que se ahoga. El agua cayendo por los declives busca la pendiente más escarpada, la manera más rápida de llegar abajo, y agua que corre en una cuenca se distribuye de modo que su superficie sea tan baja como sea posible. La luz encuentra la trayectoria más rápida a través de un sistema óptico (el principio de Fermat de menor tiempo). La trayectoria de un cuerpo en un campo gravitacional (es decir, caída libre en el  espacio-tiempo, una, así llamada, geodésica) se puede encontrar usando el principio de acción.  
Las simetrías en una situación física se pueden tratar mejor con el principio de acción, junto con las ecuaciones de Euler-Lagrange que se derivan del principio de acción. Por ejemplo, el teorema de Emmy Noether asigna que toda simetría continua en una situación física corresponde a una ley de conservación. Esta conexión profunda, sin embargo, requiere asumir el principio de acción.  
En mecánica clásica (no-relativista, no cuántica), la elección correcta de la acción puede ser derivada de las leyes de Newton del movimiento. Inversamente, el principio de acción prueba la ecuación de Newton del movimiento dada la elección correcta de la acción. Por tanto en mecánica clásica el principio de acción es equivalente a la ecuación de Newton del movimiento. El uso del principio de acción es a menudo más simple que el uso directo de la ecuación de Newton del movimiento. El principio de acción es una teoría escalar, con derivaciones y aplicaciones que emplean cálculo elemental..

### El principio de acción en la mecánica clásica
Las leyes de Newton del movimiento se puede establecer de varias maneras alternativas. Una de ellas es el formalismo lagrangiano, también llamada mecánica lagrangiana. Que lo enunciaremos en coordenadas generalizadas, para así poder usar cartesinas, polares o esféricas, según requiera el sistema a tratar. Si denotamos la trayectoria de una partícula en función del tiempo t como q(t), con una velocidad {\displaystyle {\dot {q}}(t)}, entonces el lagrangiano es una función dependiente de estas cantidades y posiblemente también explícitamente del tiempo:  

{\displaystyle L(q(t),{\dot {q}}(t),t)}

la integral de acción S es la integral temporal del lagrangiano entre un punto de partida dado {\displaystyle q(t_{1})} en el tiempo {\displaystyle t_{1}} y un punto final dado {\displaystyle q(t_{2})} en el tiempo {\displaystyle t_{2}}
{\displaystyle S=\int _{t_{1}}^{t_{2}}L(q(t),{\dot {q}}(t),t)dt}
En mecánica lagrangiana, la trayectoria de un objeto es derivada encontrando la trayectoria para la cual la  integral de acción S es estacionaria (un mínimo o un punto de ensilladura). La integral de acción es una funcional (una función dependiendo de una función, en este caso {\displaystyle q(t)}).  
Para un sistema con fuerzas conservativas (fuerzas que se pueden describir en términos de un potencial, como la fuerza gravitacional y no como las fuerzas de fricción), la elección de un lagrangiano como la energía cinética menos la energía potencial da lugar a las leyes correctas de la mecánica de Newton (notar que la suma de la energía cinética y la potencial es la energía total del sistema).

## Las ecuaciones de Euler-Lagrange para la integral de acción

### Caso unidimensional
El punto estacionario de una integral a lo largo de una trayectoria es equivalente a un sistema de ecuaciones diferenciales, llamado las ecuaciones de Euler-Lagrange. Esto puede ser visto como sigue donde nos restringimos a un coordenada solamente. La extensión a más coordenadas es sencillo.  
Suponga que tenemos una integral de acción S de un integrando L que depende de las coordenadas {\displaystyle x(t)} y {\displaystyle {\dot {x}}(t)}, sus derivadas con respecto a t:

{\displaystyle S=\int _{t_{1}}^{t_{2}}\;L(x,{\dot {x}}(t))dt}

considera una segunda curva {\displaystyle x_{1}(t)} que comience y termine en los mismos puntos que la primera curva, y asume que la distancia entre las dos curvas es pequeña por todas partes:
{\displaystyle \epsilon (t)=x_{1}(t)-x(t)} es pequeño.  
En el comienzo y en el punto final tenemos {\displaystyle \epsilon (t_{1})=\epsilon (t_{2})=0}.
La diferencia entre los integrales a lo largo de la curva uno y a lo largo de la curva dos es:

{\displaystyle \delta S=\int _{t_{1}}^{t_{2}}\;(L(x+\epsilon ,{\dot {x}}+{\dot {\epsilon }})-L(x,{\dot {x}}))dt=\int _{t_{1}}^{t_{2}}\;\left(\epsilon {\partial L \over \partial x}+{\dot {\epsilon }}{\partial L \over \partial {\dot {x}}}\right)dt}

donde hemos utilizado la primera extensión de la orden de L en ε y {\displaystyle {\dot {\epsilon }}}.  
Ahora utilice la integración parcial en el término pasado y utilice las condiciones {\displaystyle \epsilon (t_{1})=\epsilon (t_{2})=0} para encontrar:

{\displaystyle \delta S=\int _{t_{1}}^{t_{2}}\;\left(\epsilon {\partial L \over \partial x}-\epsilon {d \over dt}{\partial L \over \partial {\dot {x}}}\right)dt}

S alcanza un punto estacionario (un extremo), es decir. δS = 0 para cada ε. Observe que éste es el único requisito: el extremo podía ser un mínimo, punto de ensilladura o igual formalmente a un máximo.  δS = 0 para cada ε si y solamente si 
| {\displaystyle {\partial L \over \partial x^{a}}-{d \over dt}{\partial L \over \partial {\dot {x}}^{a}}=0\;\;\;\;\;{\mbox{ecuaciones de Euler-Lagrange}}} |
donde hemos substituido {\displaystyle x^{a}a=0,1,2,3} por {\displaystyle x}, puesto que esto debe valer para cada coordenada. Este sistema de ecuaciones se llama las ecuaciones de Euler-Lagrange para el problema variacional. Una consecuencia simple importante de estas ecuaciones es que si L no contiene explícitamente la coordenada x, es decir,  
si {\displaystyle {\partial L/\partial x}=0} entonces {\displaystyle {\partial L/\partial {\dot {x}}}} es constante
Tal coordenada x  se llama una coordenada cíclica de S, y {\displaystyle {\partial L}/{\partial {\dot {x}}}}
se llama el momento conjugado, que se conserva. Por ejemplo si L no depende del tiempo, la constante asociada del movimiento (el momento conjugado) se llama la energía.  Si utilizamos coordenadas esféricas t, r, φ, θ y L no dependen de φ, el momento conjugado son el momento angular (conservado).

### Ejemplo: La partícula libre en coordenadas polares
Ejemplos triviales ayudan a apreciar el uso del principio de acción vía las ecuaciones Euler-Lagrange. Una partícula libre (masa m y velocidad v) en un espacio euclidiano se mueve en una línea recta.  Usando las ecuaciones de Euler-Lagrange, esto puede ser demostrado en coordenadas polares como sigue. En ausencia de un potencial, el lagrangiano es simplemente igual a la energía cinética {\displaystyle mv^{2}/2={\dot {x}}^{2}/2+{\dot {y}}^{2}/2} en {\displaystyle (x,y)} coordenadas ortonormales, donde el punto representa la diferenciación con respecto al parámetro de la curva (generalmente el tiempo t).  En coordenadas polares (r, φ) la energía cinética y por lo tanto el lagrangiano se convierte en
{\displaystyle L={\frac {1}{2}}\left({\dot {r}}^{2}+r^{2}{\dot {\phi }}^{2}\right)}
los componentes radiales de {\displaystyle \phi } de las ecuaciones Euler-Lagrange  se convierten, respectivamente en
{\displaystyle {\frac {d\;}{dt}}\left({\frac {\partial L}{\partial {\dot {r}}}}\right)-{\frac {\partial L}{\partial r}}=0\qquad \Rightarrow \qquad {\ddot {r}}-r{\dot {\phi }}^{2}=0}
{\displaystyle {\frac {d\;}{dt}}\left({\frac {\partial L}{\partial {\dot {\phi }}}}\right)-{\frac {\partial L}{\partial \phi }}=0\qquad \Rightarrow \qquad {\ddot {\phi }}+{\frac {2}{r}}{\dot {r}}{\dot {\phi }}=0}
que la solución de estas dos ecuaciones se da

{\displaystyle {\begin{cases}r\cos \phi =at+b\\r\sin \phi =ct+d\end{cases}}\qquad {\begin{cases}r={\sqrt {(at+b)^{2}+(ct+d)^{2}}}\\\phi =\arctan \left({\frac {ct+d}{at+b}}\right)\end{cases}}}

para un sistema de las constantes {\displaystyle a,b,c,d} determinado por condiciones iniciales. Así, de hecho, la solución es una línea recta dada en coordenadas polares.

### Caso n-dimensional
En el caso n-dimensional la acción asociada a un campo físico {\displaystyle \phi _{r}^{\alpha }\,} el lagrangiano es una densidad sobre el espacio n-dimensional, y por tanto la acción es una integral sobre un dominio n-dimensional:

{\displaystyle S[\phi _{r}^{\alpha }]\equiv \int _{M}{\mathcal {L}}_{O}{\Big (}{\big (}\phi _{r}^{\alpha }(x),\partial \phi _{r}^{\alpha }(x){\big )},x{\Big )}\ d^{n}x}

Dadas ciertas condiciones de contorno sobre el borde de una región {\displaystyle V\subset M}, entonces las ecuaciones del movimiento vienen dadas por las ecuaciones de Euler-Lagrange:

{\displaystyle {\frac {\partial }{\partial x^{\mu }}}\left({\frac {\partial {\mathcal {L}}_{O}}{\partial (\partial _{\mu }\phi _{r}^{\alpha })}}\right)-{\frac {\partial {\mathcal {L}}_{O}}{\partial \phi _{r}^{\alpha }}}=0}

Incidentalmente, el lado izquierdo es la derivada funcional de la acción con respecto a {\displaystyle \phi _{r}^{\alpha }}.

### Observación sobre el formalismo
Los formalismos arriba son válidos en la mecánica clásica en un sentido muy restrictivo del término. Más generalmente, una acción es una funcional del espacio de configuración a los números reales y en general, no necesita ser necesariamente siquiera una integral porque las acciones no locales son posibles. El espacio de configuración no necesita ser necesariamente un espacio funcional porque podríamos tener cosas como geometría no conmutativa.